# Röhriger Gelbstern
Der Röhrige Gelbstern (Gagea fragifera) ist eine Pflanzenart, die zur Gattung Gelbsterne (Gagea) in der Familie der Liliengewächse (Liliaceae) gehört. Sie ist in Eurasien weitverbreitet.

## Beschreibung

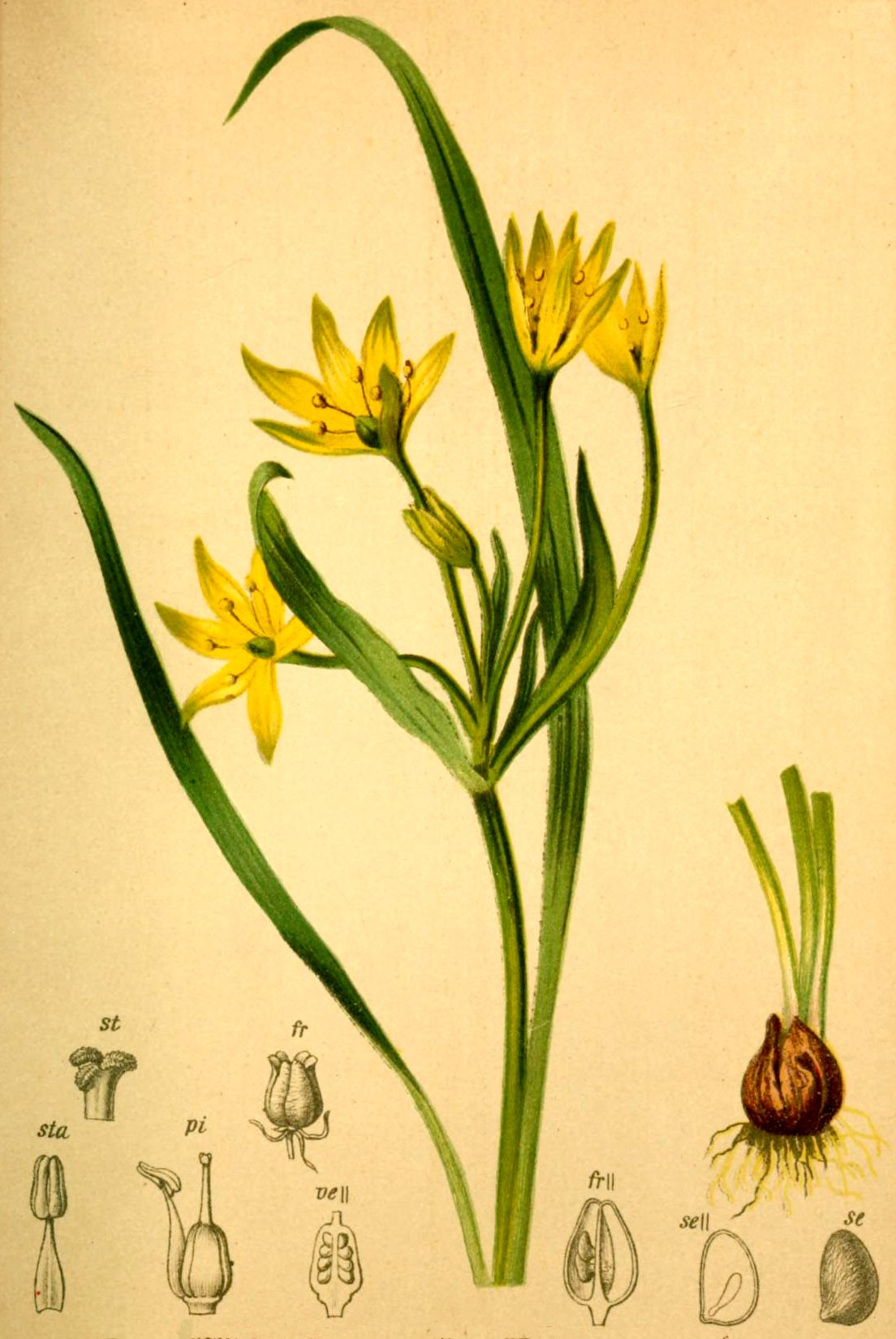
Illustration aus Atlas der Alpenflora

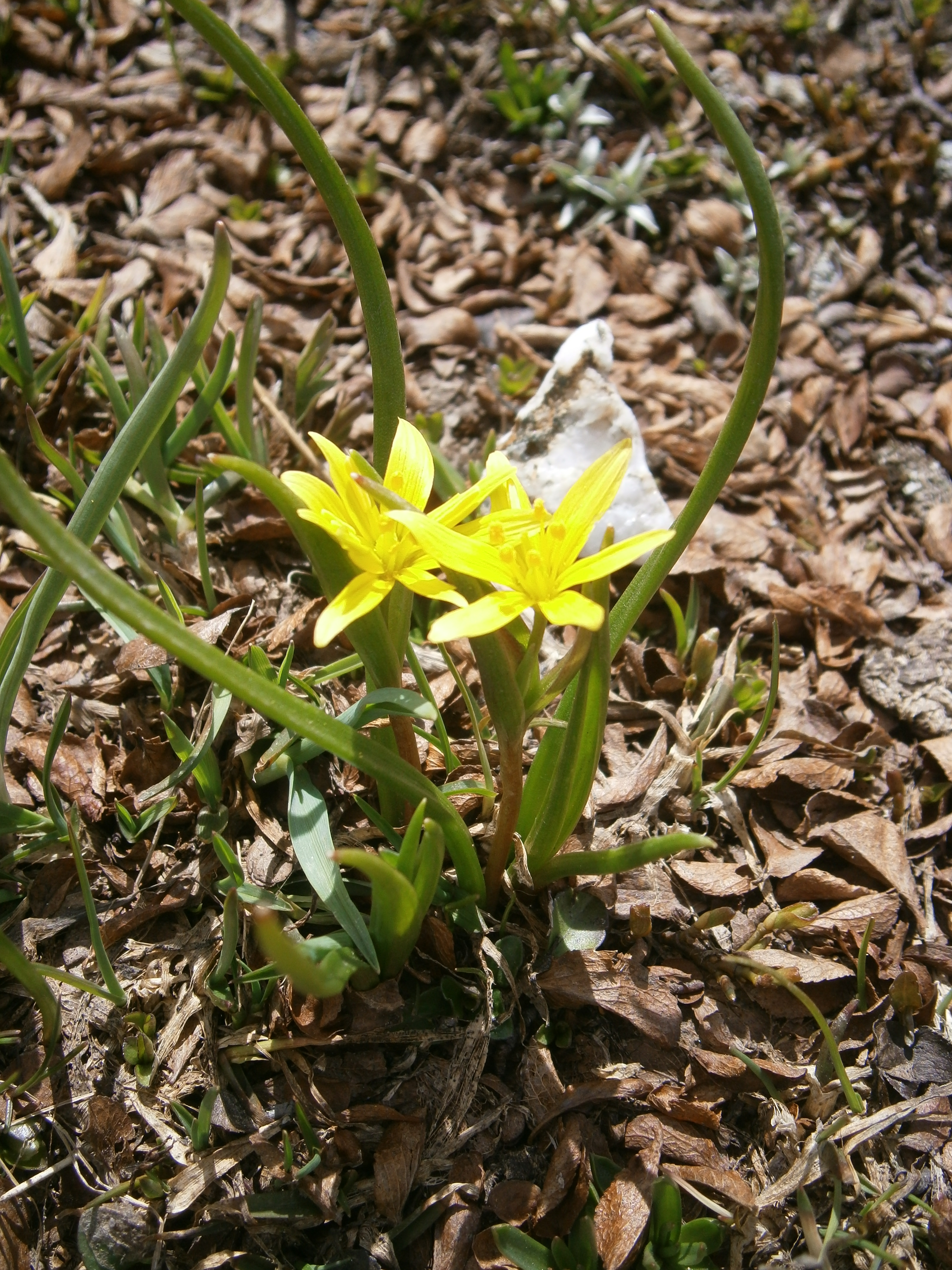
Habitus, Laubblätter und Blütenstand

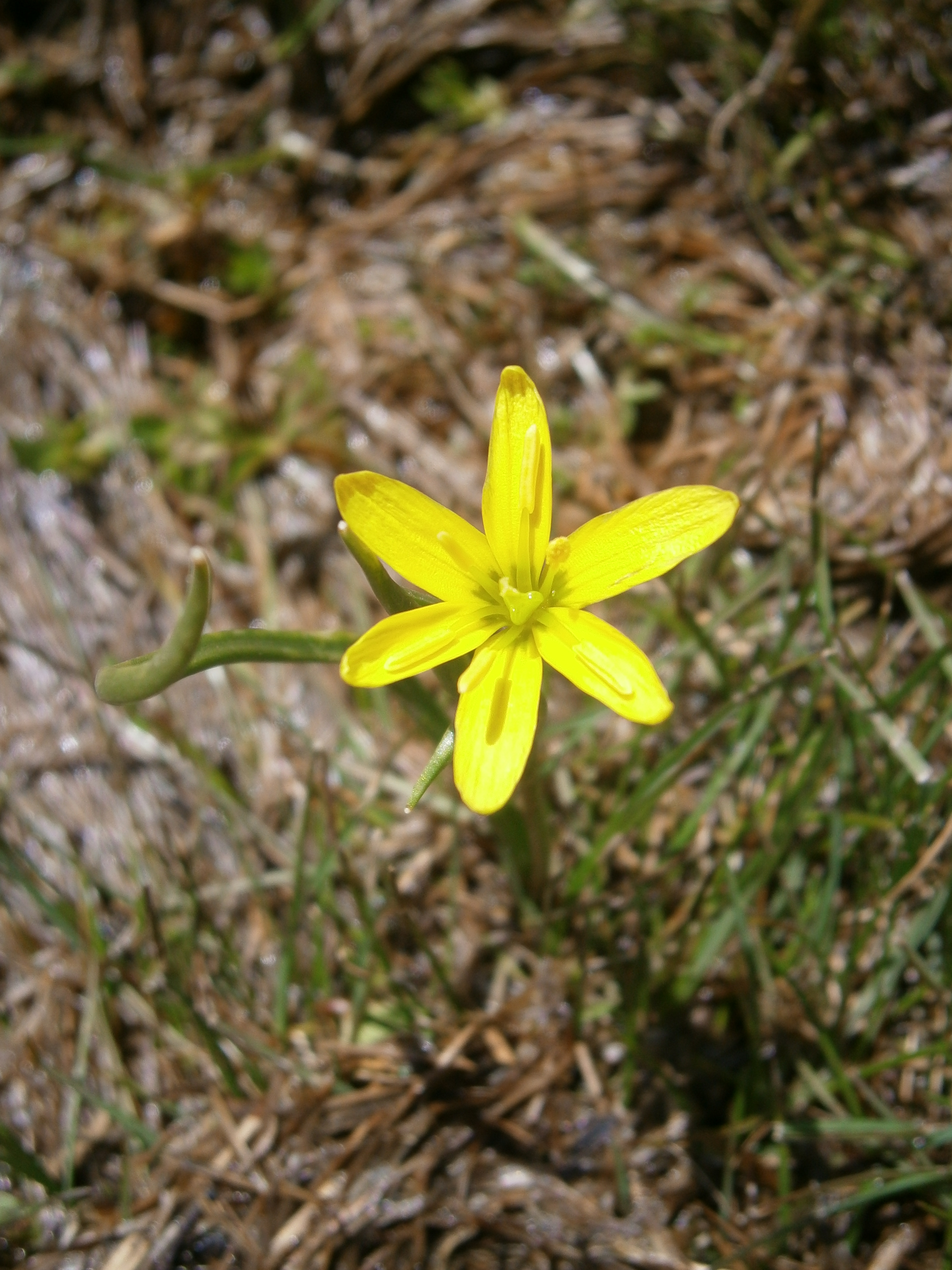
Radiärsymmetrische Blüte

### Vegetative Merkmale
Der Röhrige Gelbstern ist eine ausdauernde, krautige Pflanze, die Wuchshöhen von 10 bis 15 Zentimetern erreicht. Dieser Geophyt bildet zwei von einer gemeinsamen Haut umschlossene Zwiebeln als Überdauerungsorgane aus. Die Stängel sind einzeln, aufrecht, kahl, unverzweigt und beblättert. Die meist zwei Grundblätter sind zottig behaart, 2 bis 3 Millimeter breit, linealisch, röhrig und im Querschnitt fast rund. Die zwei Stängelblätter sind fast gegenständig, breit-lanzettlich, spitz und kahl.

### Generative Merkmale
Die Blütezeit reicht von März bis Juli. Die zwei Tragblätter sind relativ groß und laubblattartig mit spitzem oberen Ende. Die Blütenstiele sind mehr oder weniger behaart. Je Blütenstand sind ein bis fünf Blüten vorhanden.
Die zwittrigen Blüten sind radiärsymmetrisch und dreizählig. Die sechs sternförmig ausgebreiteten, gleichgestaltigen, gelben Blütenhüllblätter sind elliptisch-lanzettlich und stumpf. Die sechs Staubblätter sind etwa halb so lang wie die Blütenhüllblätter. 
Die Kapselfrucht ist dünnwandig und dreikantig.
Die Chromosomenzahl beträgt 2n = ca. 80.

## Vorkommen
Das weite Verbreitungsgebiet des Röhrigen Gelbsterns reicht von Österreich und der Schweiz, Frankreich (inklusive Korsika) und Spanien bis Bulgarien, Griechenland, Italien (inklusive Sizilien) und Rumänien, sowie von der Türkei über den Iran, Irak, Libanon und Syrien bis Israel, sowie von Russland und Kirgisistan bis China.
In Deutschland kommt der Röhrige Gelbstern nur in den Allgäuer Alpen im Rappenalptal vor.
Der Röhrige Gelbstern gedeiht in Mitteleuropa in Höhenlagen von 1200 bis 2800 Metern auf feuchten, nährstoffreichen und meist kalkarmen Böden auf Bergwiesen. Er kommt oft in Pflanzengesellschaften des Verbands Poion alpinae oder Rumicion alpini, auch im Trisetetum flavescentis vor.
Die ökologischen Zeigerwerte nach Landolt & al. 2010 für den Röhrigen Gelbstern sind in der Schweiz: Feuchtezahl F = 3 (mäßig feucht), Lichtzahl L = 4 (hell), Reaktionszahl R = 3 (schwach sauer bis neutral), Temperaturzahl T = 2 (subalpin), Nährstoffzahl N = 4 (nährstoffreich), Kontinentalitätszahl K = 2 (subozeanisch).

## Taxonomie
Die Erstveröffentlichung erfolgte 1787 unter dem Namen (Basionym) Ornithogalum fragiferum durch Dominique Villars. Die Neukombination zu Gagea fragifera (Vill.) Ehr.Bayer & G.López wurde 1989 durch Ehrentraud Bayer  und Ginés Alejandro López González veröffentlicht. Weitere Synonyme für Gagea fragifera (Vill.) Ehr.Bayer & G.López sind: Gagea fistulosa auct. Ker.-Gawl., Gagea emarginata Kar. & Kir., Gagea liotardii Schult. & Schult. f. nom. superfl.

## Belege